# 瑞雲寺 (春日井市)
瑞雲寺（ずいうんじ）は、愛知県春日井市神領町にある臨済宗妙心寺派の寺院である。

## 歴史
竜（龍）光山瑞雲寺と呼ばれている。臨済宗妙心寺派の寺である。
瑞雲寺の創建年月はよくわからないが永享元年（1429年）であるといわれており、本尊は薬師如来であり、開山は雲叔和尚である。
天正12年（1584年）4月、長久手の戦いの時に火災にあい姿を消したが寛永2年（1625年）に大裕休軌が復興させた。享保12年（1727年）に再び火災にあうが、翌年13年に再建した。平成14年（2002年）、本堂庫裡を再建し現在に至る。
この寺は、はじめは曹洞宗に属しており、昔篠木荘三十か村の中で小牧市大草の福厳寺とならんで勢力があり、後に、織田信長の父である信秀が寺院の領地を寄付し、犬山城主池田信輝が菩提寺としたともの伝えられている。

### 観世音菩薩坐像
本堂裏の位牌堂内にあり、この菩薩のいわれは、瀬戸市中水野の松原家の先祖が、熱田の海に漂流している菩薩の夢を見て、探して持ち帰って瑞雲寺に安置したものである。古事録には松原家が保存していると記されている。

### 銅鐸
瑞雲寺に保管されているもので三明神社の南にある貴船社境内から出土した。2個のうち1個は掘り出すときにツルハシで傷をつけてしまった。後に陳屋に出し大破した。銅鐸は貴船社にあったが、管理ができないということで瑞雲寺に保管された。

## 境内

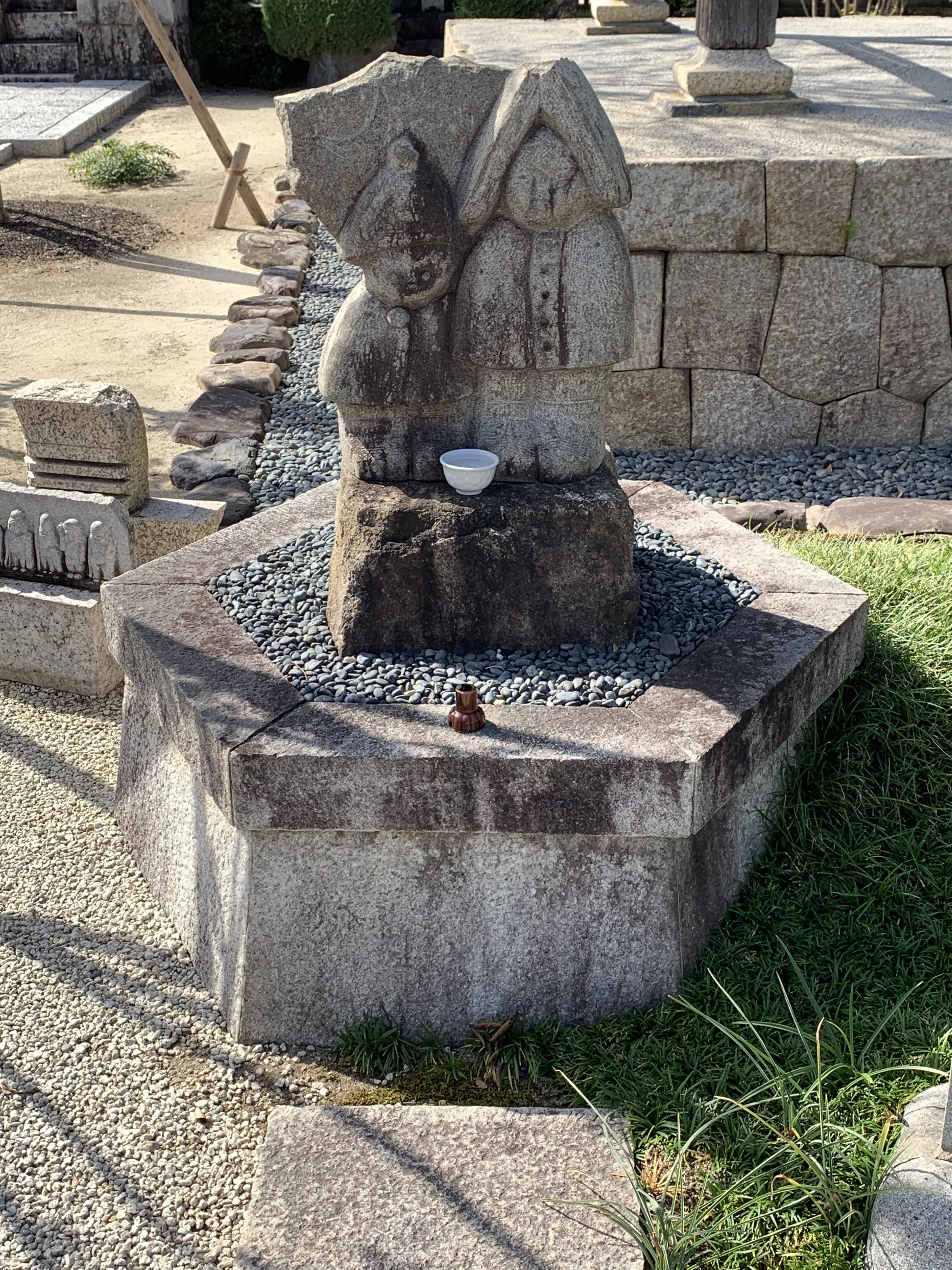
石仏
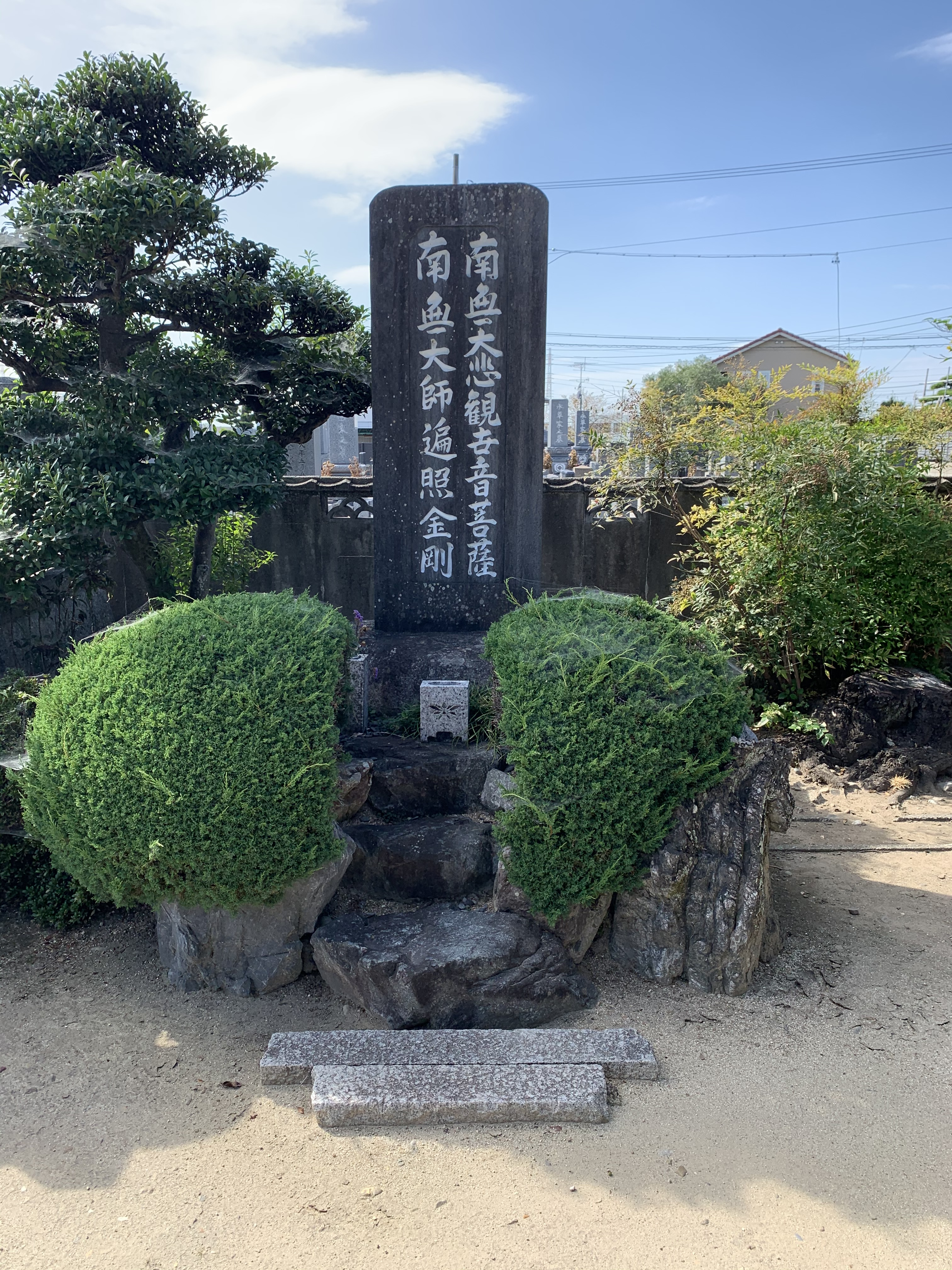
石碑
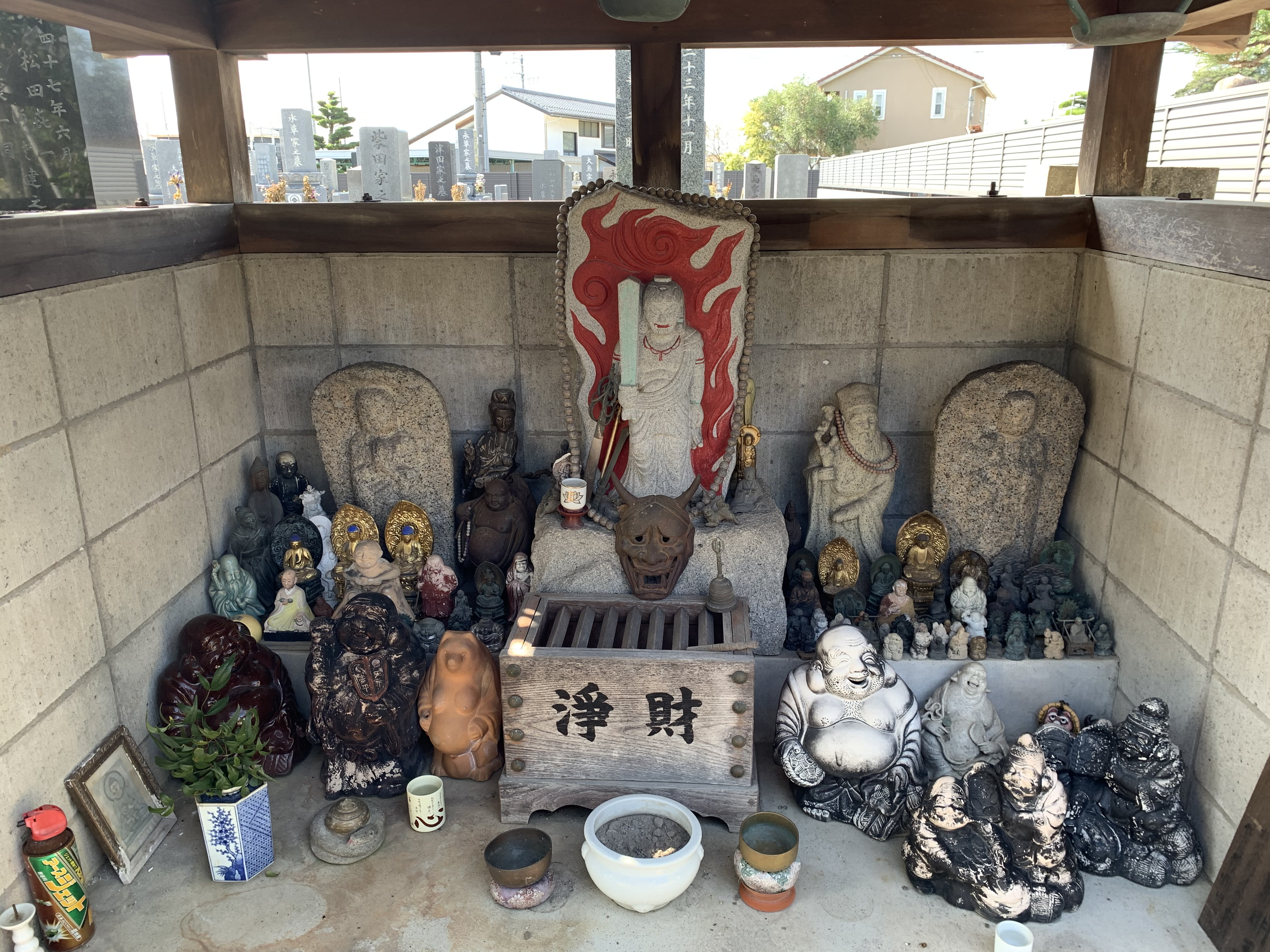
石仏 お賽銭箱
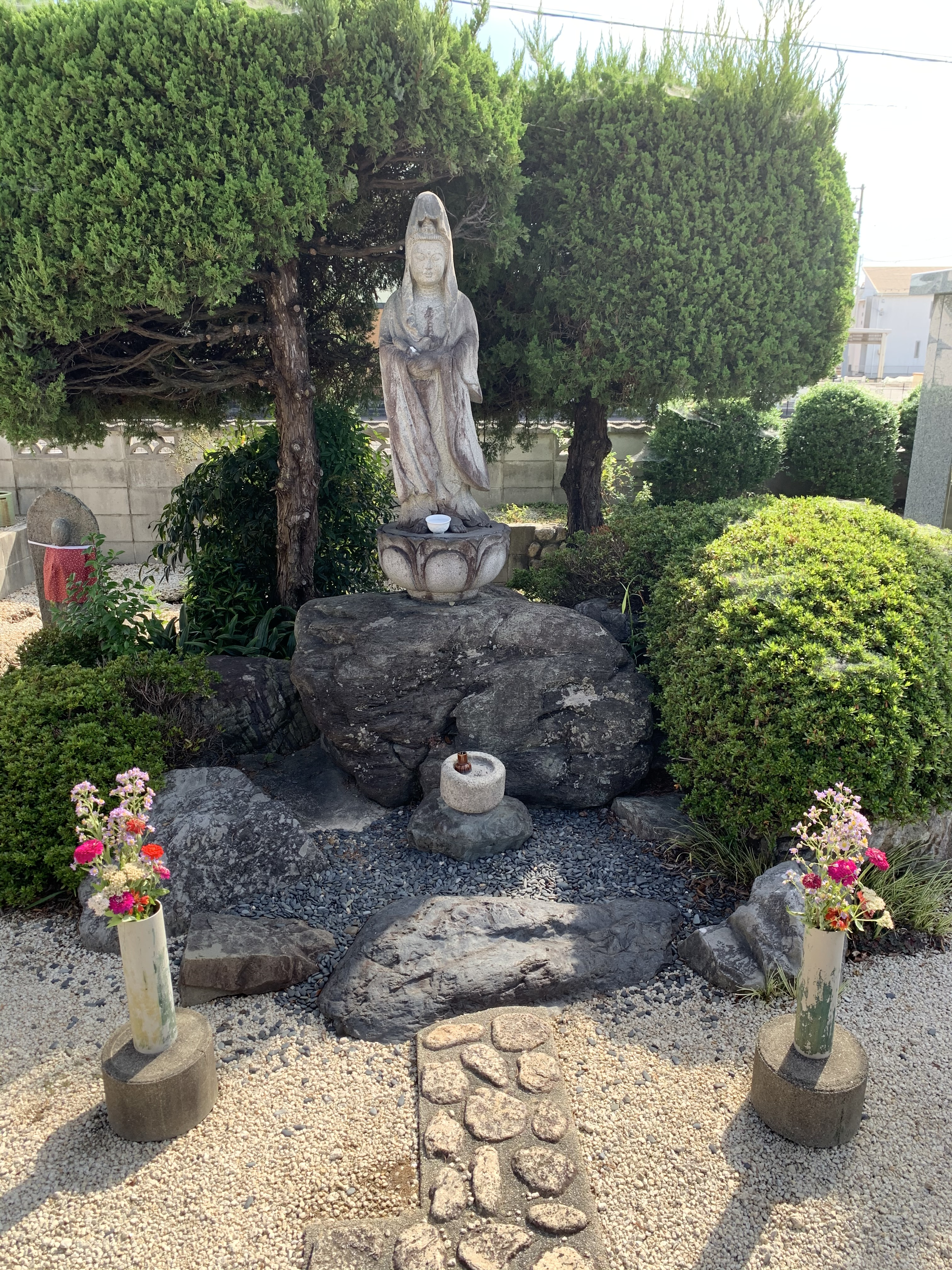
観音菩薩像
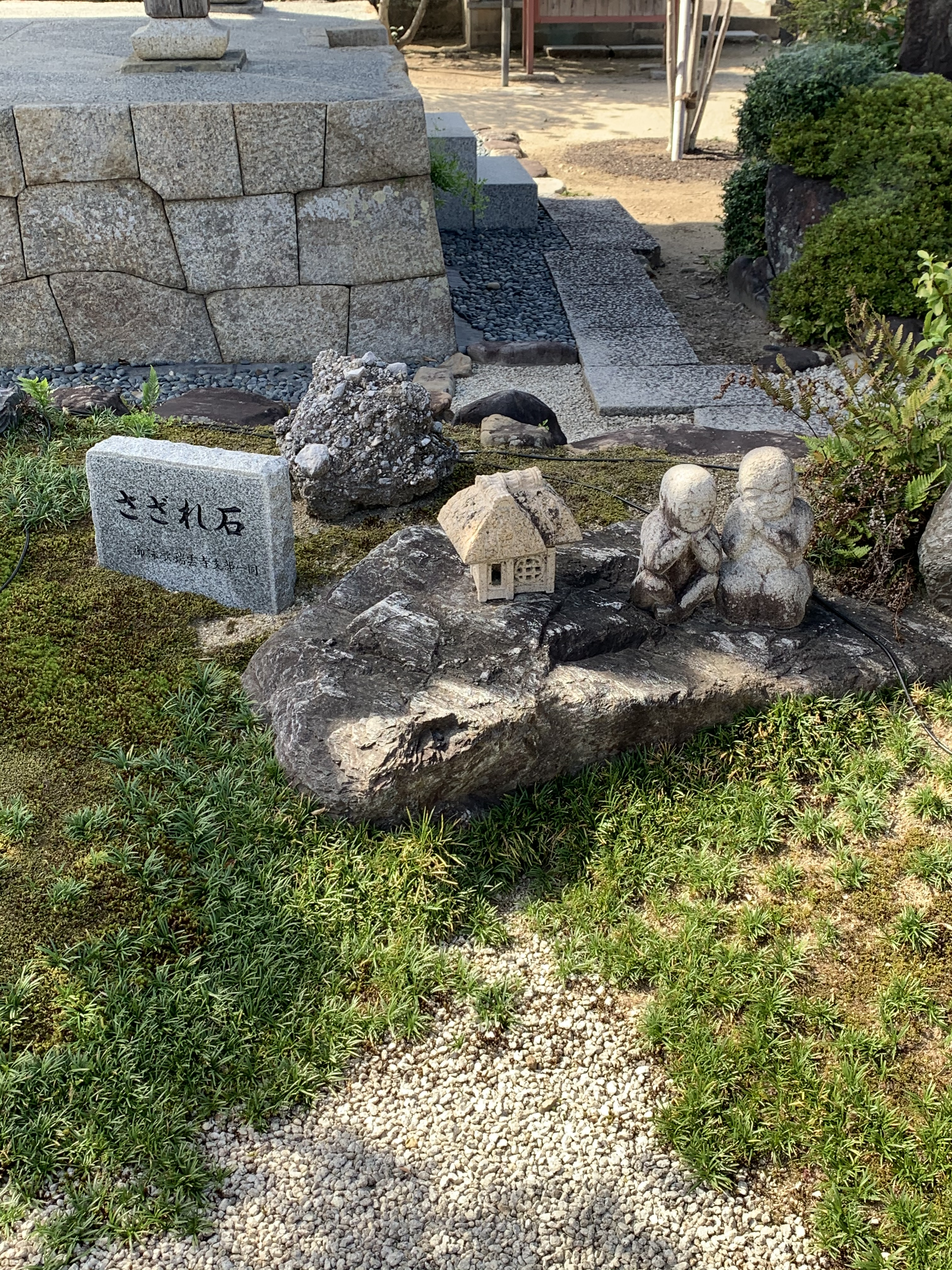
石仏2
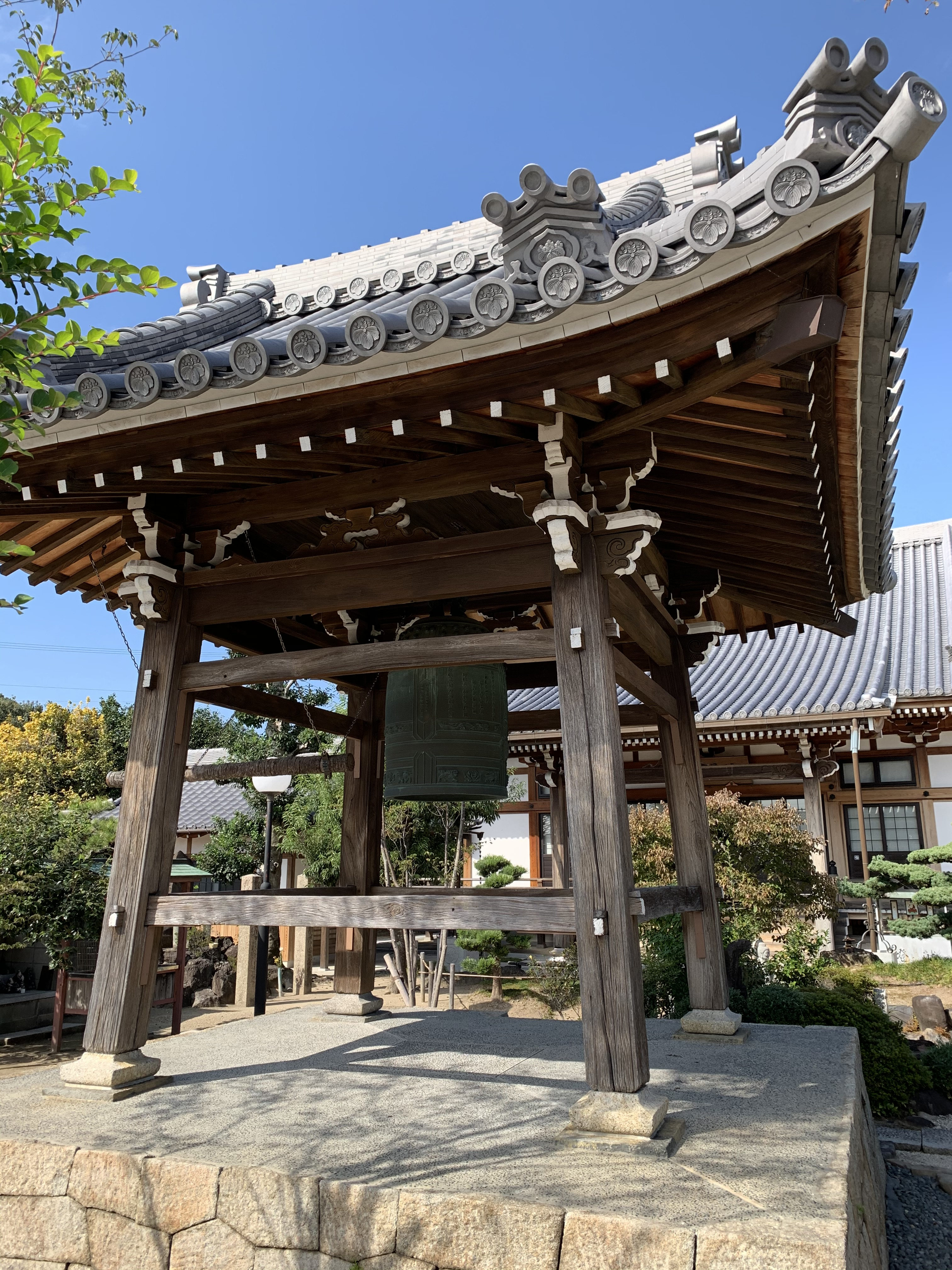
鐘
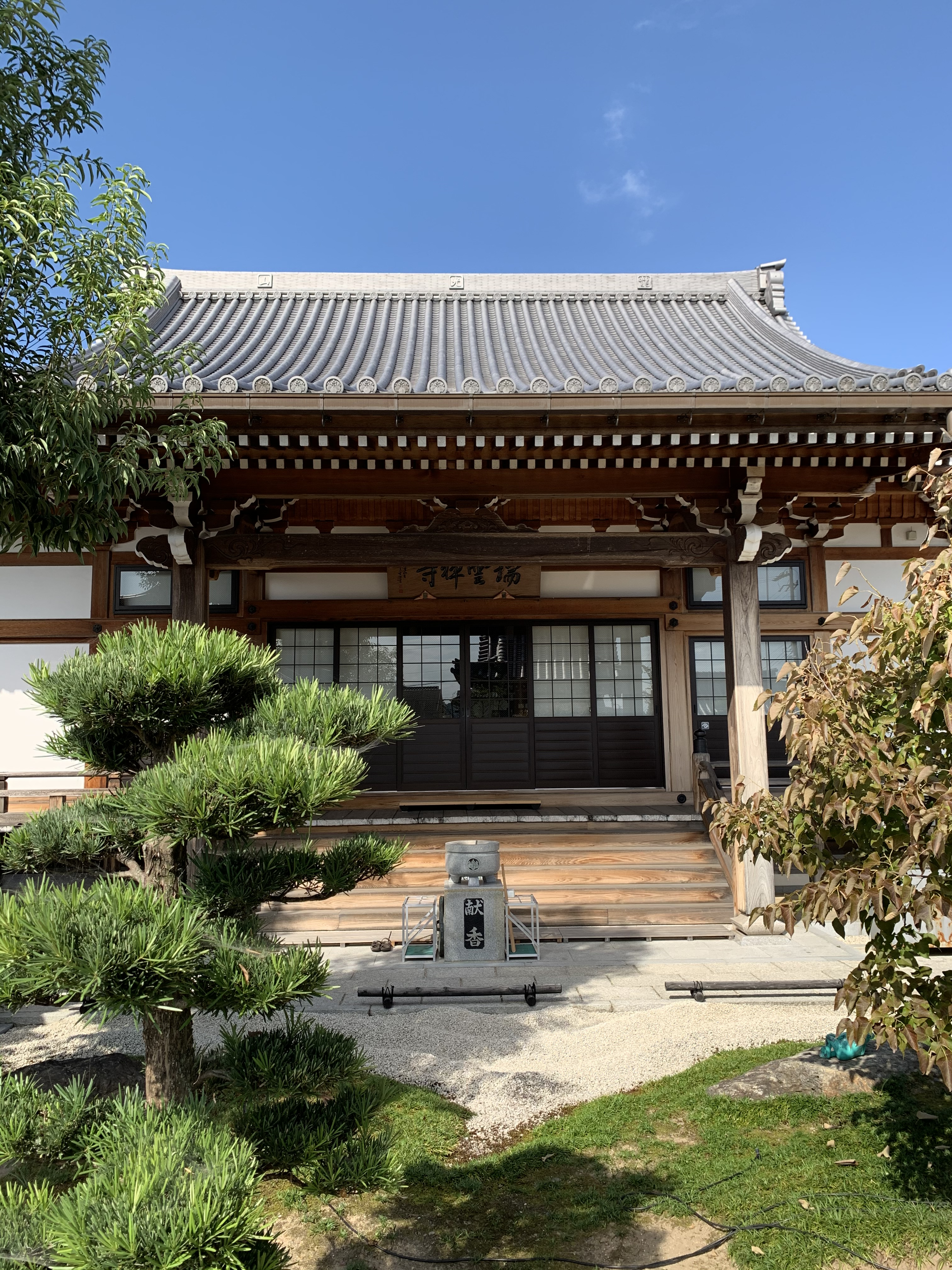
本堂
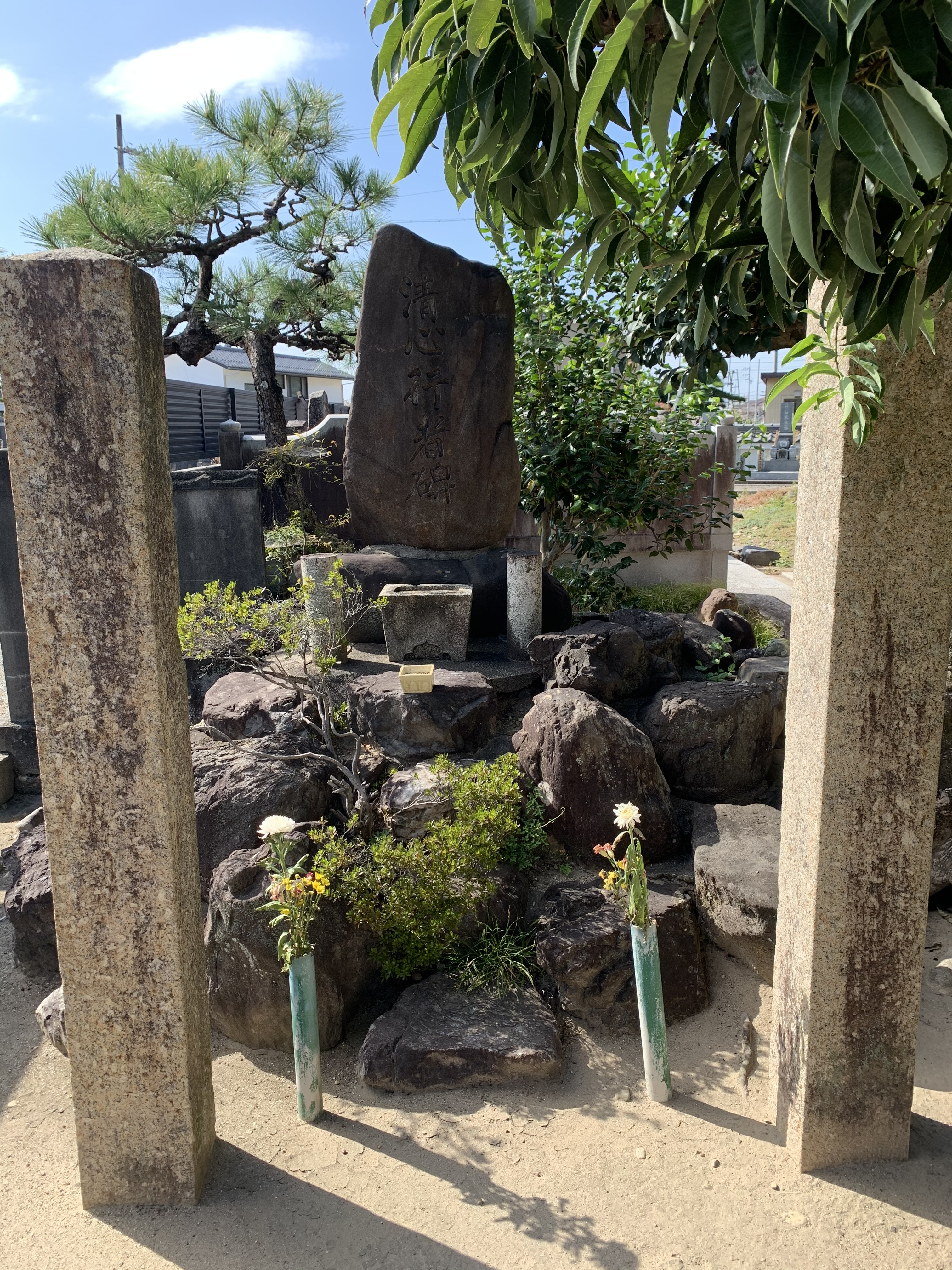
清心行者碑
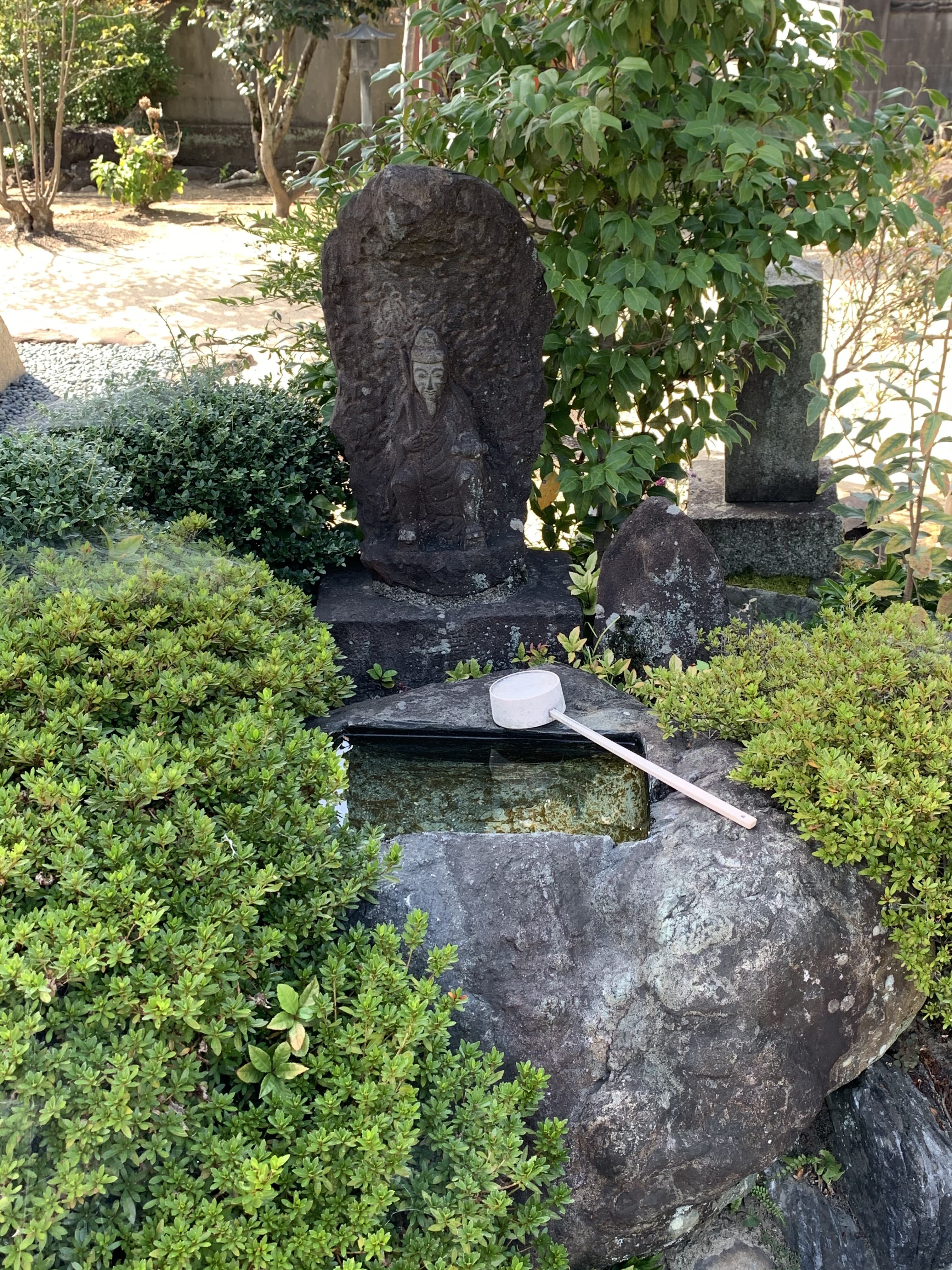
手水舎
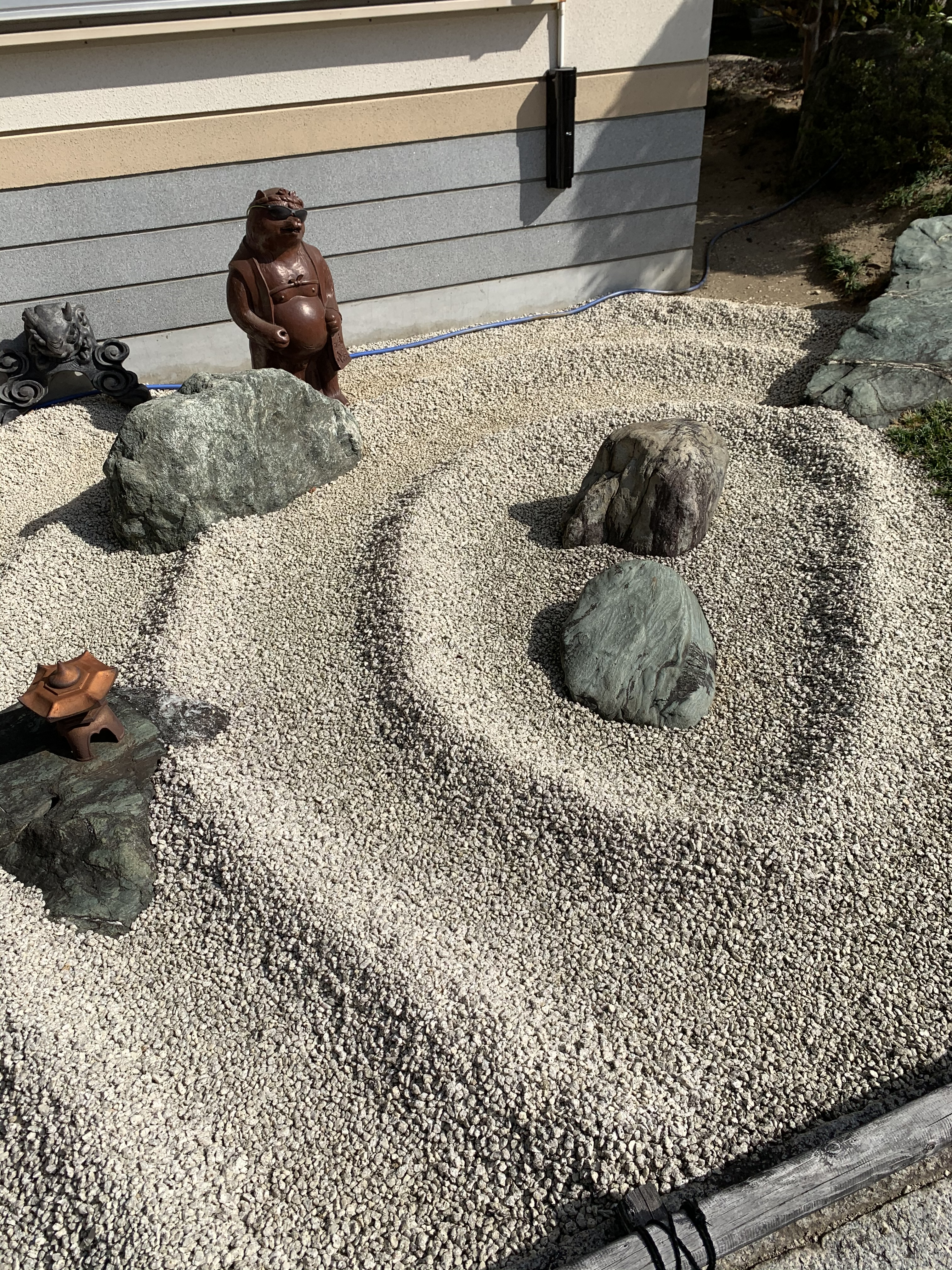
庭

## 文化財
- 涅槃図[1]
- 雄山斎筆大般若若波羅蜜多経六百巻[1]
- 中野貞心始開経版[1]
- 太宗文皇帝製十六善神軸[1]
- 雄山斎筆薬師如来[1]
- 木像坐像八寸定朝作[1]
- 脇仏日光・月光菩薩達磨大師[1]
- 木像立像一尺一寸[1]
- 印度伝来十三仏木像[1]

## 県指定文化財
- 紙本墨画縄衣文殊画像[4][3][1]
- 絹本着色呂洞賓の図[4][3][1]

## アクセス
- 所在地 : 愛知県春日井市神領町1-11-4[1]
- 鉄道 : 神領駅から徒歩13分

## 行事
- 坐禅会[1]
- 寺ヨガ教室[1]
- うたかたりin瑞雲寺 - 2018年（平成30年）11月17日[1]

## 雑誌
- 「東海さんぽ旅」[1]